# Sosnówka (Ryki)
Pour les articles homonymes, voir Sosnówka.
Sosnówka (prononciation [sɔsˈnufka]) est un village de la gmina de Kłoczew du powiat de Ryki dans la voïvodie de Lublin, situé dans l'est de la Pologne.
Il se situe à environ 13 kilomètres au nord de Ryki (siège du powiat) et 69 kilomètres au nord-ouest de Lublin (capitale de la voïvodie).
Le village comptait approximativement une population de 140 habitants en 2006.

## Histoire
De 1975 à 1998, le village est attaché administrativement à la voïvodie de Siedlce.

Depuis 1999, il fait partie de la nouvelle voïvodie de Lublin.